# Over the Brooklyn Bridge
Over the Brooklyn Bridge est un film américain réalisé par Menahem Golan, sorti en 1984.

## Synopsis
Alby Sherman est un homme de confession juive avec beaucoup d'ambition : pour le moment, il tient un café à Brooklyn, mais il rêve de pouvoir ouvrir son propre restaurant à Manhattan, projet qui coûte très cher. Il demande à son riche oncle Benjamin de lui prêter de l'argent. Curieusement celui-ci n'est pas contre cette idée, mais il lui impose un odieux chantage : Alby aura l'argent s'il quitte sa petite amie catholique pour épouser une charmante jeune fille juive.

## Fiche technique
- Réalisation : Menahem Golan
- Musique : Pino Donaggio

## Distribution
- Elliott Gould : Alby Sherman
- Margaux Hemingway : Elizabeth Anderson
- Sid Caesar : oncle Benjamin
- Carol Kane : Cheryl
- Burt Young : Phil
- Shelley Winters : Becky
- Sarah Michelle Gellar : La fille de Phil (non créditée)